# Le Cabinet de Méphistophélès
Le Cabinet de Méphistophélès estrenada al Regne Unit i als Estats Units com Laboratory of Mephistopheles, The Cabinet of Mephistopheles, The Devil's Laboratory, Faust's Laboratory, i The Laboratory of Faust,
va ser un curtmetratge mut francès del 1897 dirigida per Georges Méliès, vagament inspirat en la llegenda de Faust.

## Argument
Mefistòfil, el dimoni que apareix a la llegenda de Faust, es disfressa de vell i espera clients al seu laboratori. Tanmateix, mentre els clients es preparen per marxar, Mefistòfil els desconcerta amb diverses bromes màgiques i cabrioles sota diverses disfresses d'animals, burlant-los amb una bella dama desapareguda i atrapant-los breument en una gàbia. Un dels clients, en notar una espasa a la paret, aconsegueix tallar el cap de Mefistòfil, però segueix viu i finalment es torna a unir al seu cos. Finalment, per gran alleujament dels clients, el mateix Mefistòfil acaba atrapat a la seva pròpia gàbia.

## Estrena i recepció
Le Cabinet de Méphistophélès va ser estrenat per la Star Film Company de Méliès i està numerat del 118 al 120 als seus catàlegs. Es va projectar al teatre d'il·lusions de Méliès a París, el Théâtre Robert-Houdin, a principis d'octubre de 1897, juntament amb altres quatre noves pel·lícules de Méliès: Figaro et l'Auvergnat, Arlequin et charbonnier, L'Auberge ensorcelée, i Le Magnétiseur. El diari Le Journal va informar que les pel·lícules eren noves i van rebre molt èxit. Al febrer de 1898, el mag David Devant va fer una gira Pobles britànics amb la pel·lícula com a part del seu acte, anunciant-la sota els títols The Laboratory of Faust i Faust's Laboratory.
La pel·lícula ha estat citada tant com la primera pel·lícula faustiana com la primera adaptació literària de Méliès, i es creu que va ser la primera pel·lícula en què Méliès va experimentar amb el efecte especial d'exposició múltiple. Es creu que està perdut.